# Phosphoribosylaminoimidazole carboxylase
Phosphoribosylaminoimidazole carboxylase (hay AIR carboxylase) là một enzyme liên quan đến sinh tổng hợp nucleotide và đặc biệt trong sinh tổng hợp purine. Nó xúc tác chuyển đổi 5'-phosphoribosyl-5-aminoimidazole ("AIR") thành 5'-phosphoribosyl-4-carboxy-5-aminoimidazole ("CAIR") được thể hiện trong sơ đồ phản ứng:
5-aminoimidazole ribonucleotide + CO2 {\displaystyle \rightleftarrows }{\displaystyle \rightleftharpoons } 5'-phosphoribosyl-4-carboxy-5-aminoimidazole + 2 H+

## Trong thực vật và nấm
Phosphoribosylaminoimidazole carboxylase là một loại protein dung hợp có trong thực vật và nấm, nhưng bao gồm hai loại protein không tương tác trong vi khuẩn là PurK và PurE.
Cấu trúc tinh thể của PurE chỉ ra cấu trúc bậc bốn duy nhất có thể chứng minh cho tính chất bát phân của enzyme.

## ỞEscherichia coli
Trong vi khuẩn Escherichia coli, phản ứng được xúc tác theo hai bước được thực hiện bởi hai enzyme riêng biệt là PurK và PurE.
PurK, N5-carboxyaminoimidazole ribonucleotide synthetase, xúc tác biến đổi 5-aminoimidazole ribonucleotide ("AIR"), ATP, và bicacbonat thành N5-carboxyaminoimidazole ribonucleotide ("N5-CAIR"), ADP và Pi.
PurE, N5-carboxyaminoimidazole ribonucleotide mutase, chuyển N5-CAIR thành CAIR, bước thứ sáu của quá trình sinh tổng hợp purin de novo. Với nồng độ bicarbonate cao, PurE có thể chuyển đổi AIR thành CAIR trực tiếp và không cần ATP.